# Simone Olivero
Simone Olivero (Savigliano, 29 aprile 2001) è un ex ciclista su strada italiano; nelle sue due uniche stagioni da professionista dal 2023 al 2024 ha corso per la Corratec Vini Fantini.

## Palmarès

### Strada
- 2017 (Allievi)

Trofeo Paco Alonso
Memorial F. Orlandi

## Piazzamenti

### Classiche
- Giro di Lombardia

2024: ritirato